# Briennon
Briennon ist eine französische Gemeinde mit 1.718 Einwohnern (Stand: 1. Januar 2022) im Département Loire in der Region Auvergne-Rhône-Alpes. Sie gehört zum Arrondissement Roanne und zum Kanton Charlieu.

## Geographie
Die Gemeinde Briennon liegt an der Grenze zum Département Saône-et-Loire, etwa zwölf Kilometer nördlich von Roanne an der Loire, die streckenweise die östliche Gemeindegrenze bildet. Durch die Gemeinde verläuft der Canal de Roanne à Digoin. Ein Kuriosum ist die Einmündung des Flusses Jarnossin als rechter Nebenfluss in die Loire. Gerade an dieser Stelle reicht nämlich das Gemeindegebiet bis auf das andere Ufer der Loire, an die Grenze zur Gemeinde Pouilly-sous-Charlieu.
Umgeben wird Briennon von den Nachbargemeinden Iguerande im Norden (Département Saône-et-Loire), Saint-Pierre-la-Noaille im Nordosten, Saint-Nizier-sous-Charlieu im Nordosten und Osten, Pouilly-sous-Charlieu im Osten, Vougy im Südosten, Mably im Süden, Noailly im Südwesten und Westen, La Bénisson-Dieu im Westen sowie Melay (Saône-et-Loire) im Nordwesten.

## Bevölkerungsentwicklung
| Jahr                       | 1962 | 1968 | 1975 | 1982 | 1990 | 1999 | 2006 | 2014 | 2022 |
| Einwohner                  | 1245 | 1237 | 1236 | 1580 | 1652 | 1681 | 1704 | 1709 | 1718 |
| Quellen: Cassini und INSEE |      |      |      |      |      |      |      |      |      |

## Sehenswürdigkeiten
- Kirche Saint-Irénée: Turm und Chor aus dem 11./12. Jahrhundert (Monument historique), Kirchenschiff aus dem 19. Jahrhundert
- Péniche-Museum

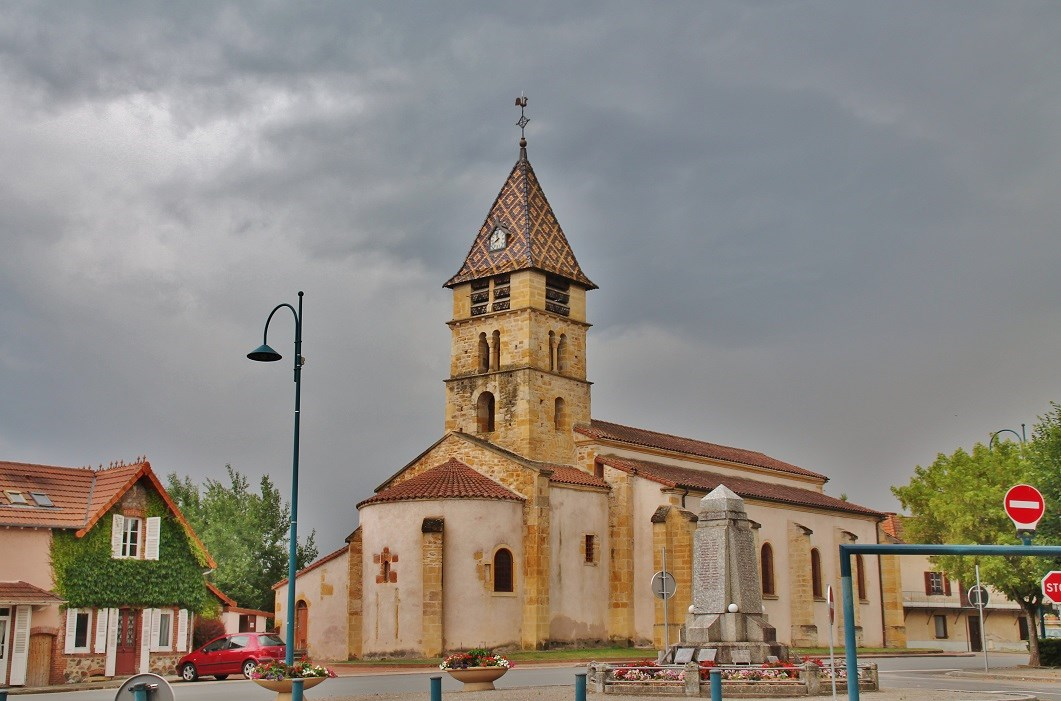
Kirche Saint-Irénée
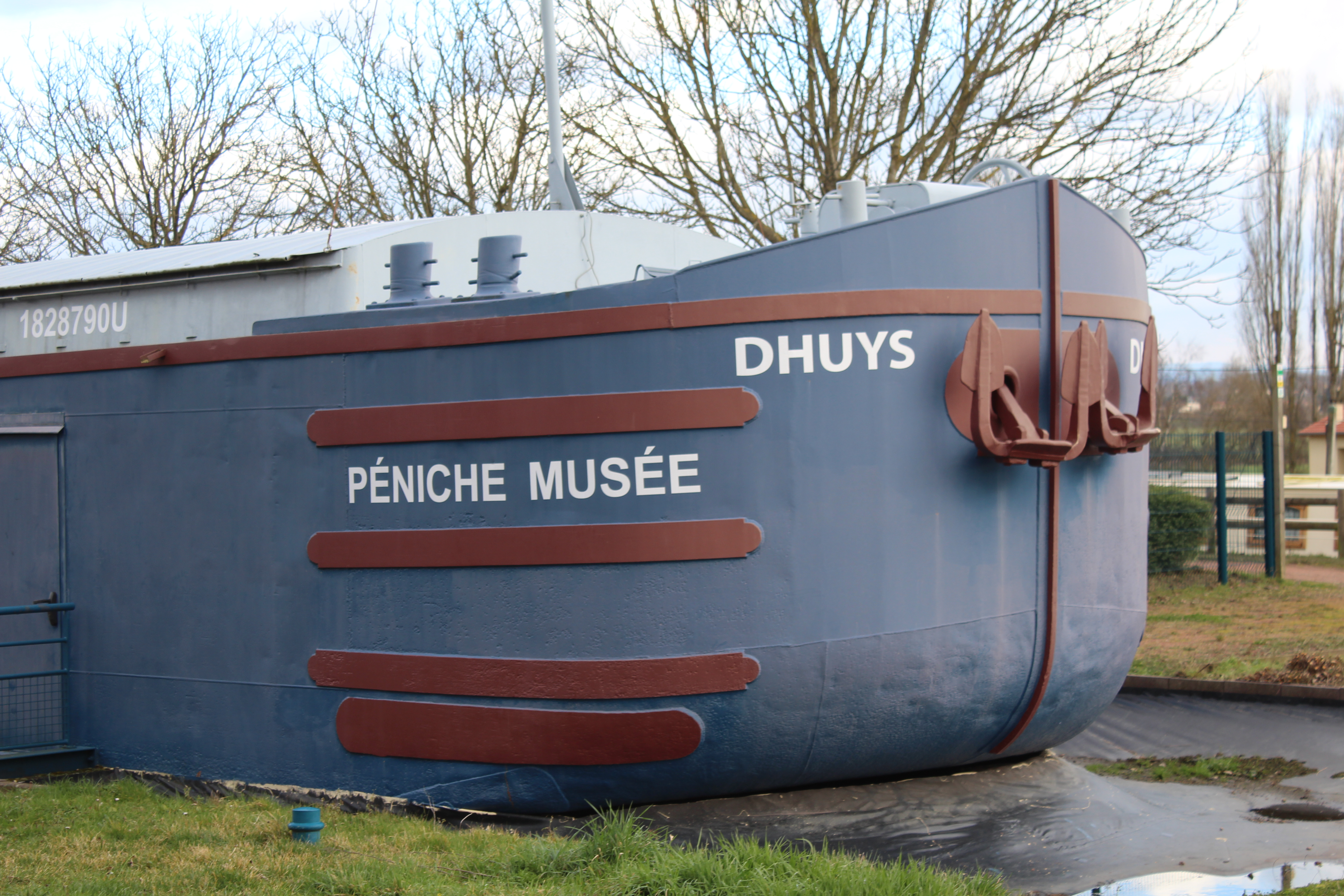
Péniche-Museum
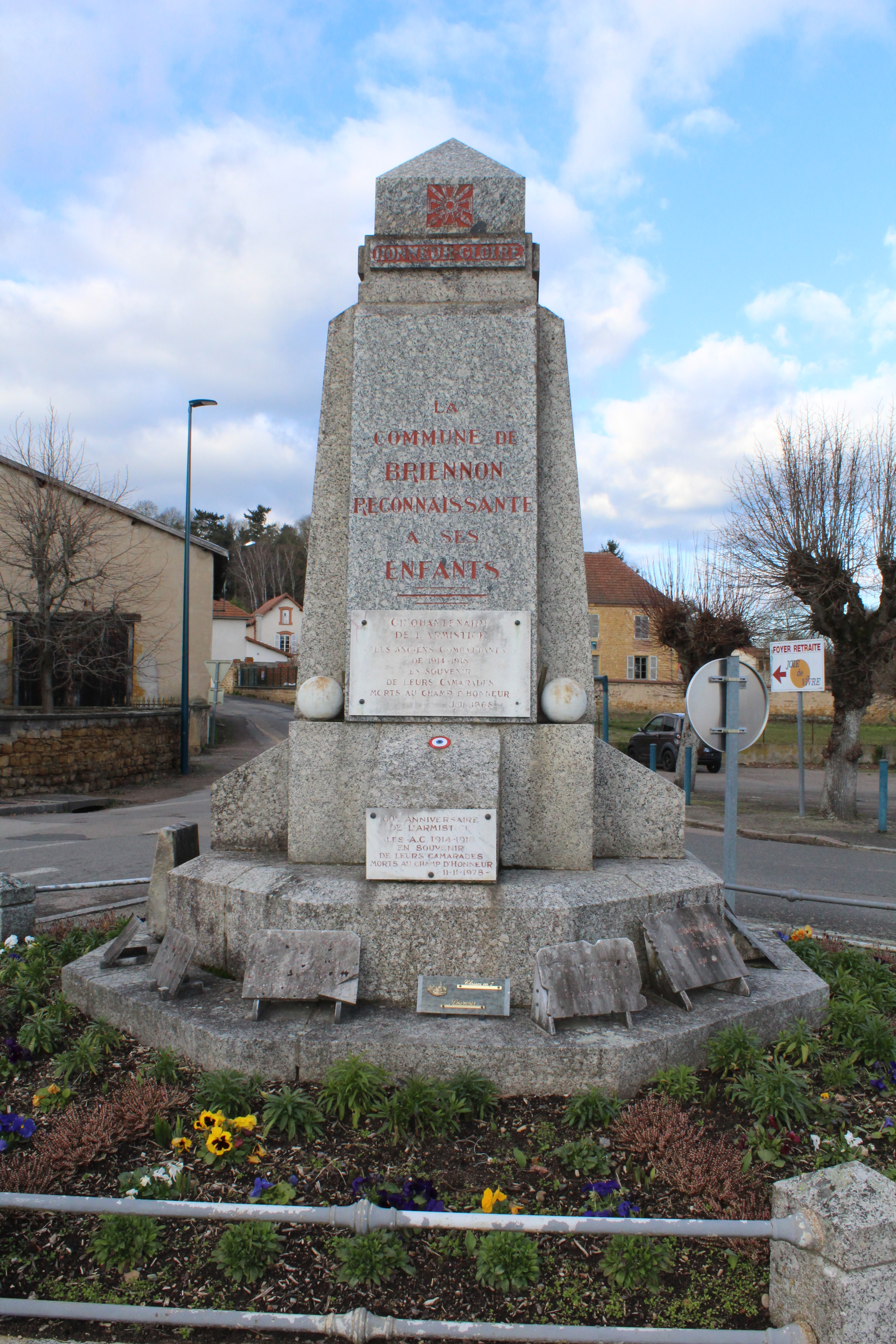
Gefallenendenkmal

## Gemeindepartnerschaft
Partnergemeinde von Briennon ist die niederösterreichische Gemeinde Lassee.